# Alectryon macrococcus

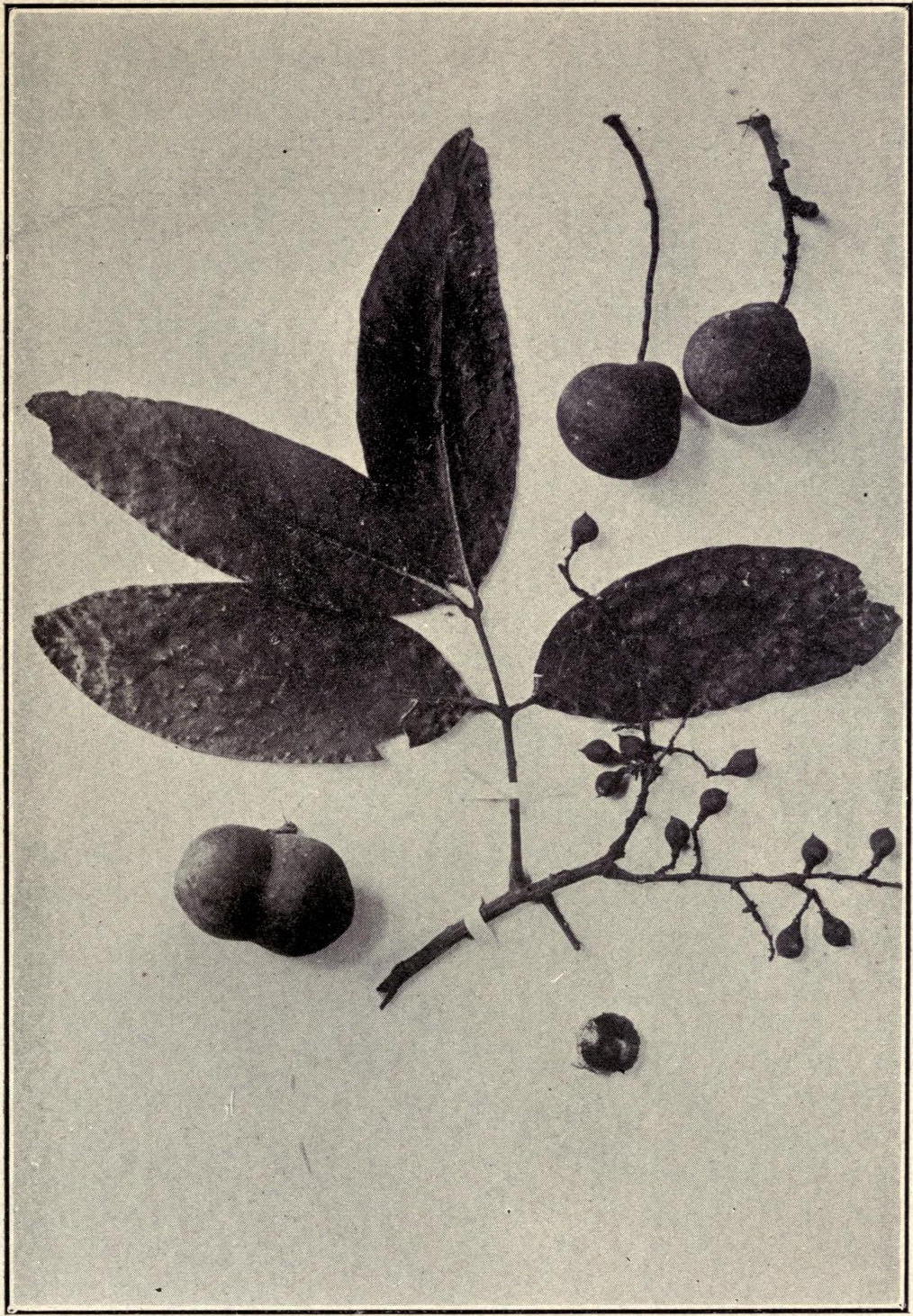
Früchte, Samen und gefiederte Laubblätter

Alectryon macrococcus ist ein Baum in der Unterfamilie der Sapindoideae innerhalb der Familie der Seifenbaumgewächse, der endemisch nur auf Hawaii vorkommt. Er ist hier als Māhoe bekannt, allerdings sind die Arten Alectryon macrococcus und Alectryon mahoe, die auf Hawaii vorkommen, schwer zu unterscheiden.
Die Art wird auch falsch als Alectryon macrococcum geführt.

## Beschreibung
Alectryon macrococcus wächst als kleiner, langsamwüchsiger und recht langlebiger, öfters mehrstämmiger Baum bis etwa 9–11 Meter hoch. Der Stammdurchmesser erreicht etwa 20 Zentimeter. Die Borke ist gräulich bis bräunlich und rau bis grobschuppig oder abblätternd.
Die länger gestielten Laubblätter sind paarig gefiedert mit 4 bis 8(10) Blättchen. Die leicht ledrigen, steiflich-dicklichen, kurz gestielten und ganzrandigen Blättchen sind bis 18 Zentimeter lang und bis 10 Zentimeter breit. Sie sind eiförmig bis -lanzettlich oder elliptisch, rundspitzig bis spitz und oberseits glänzend sowie unterseits, mehr oder weniger dicht, gelblich-braun behaart. Die gelbliche Nervatur ist gefiedert mit leicht bogigen Seitenadern.
Es werden achselständige, gelblich behaarte und dichte Rispen mit rippiger Rhachis und Seitenästen gebildet. Die kurz gestielten, sehr kleinen, bräunlichen und (mglw. zwittrigen) Blüten besitzen eine einfache Blütenhülle, die Kronblätter fehlen. Die ungleichen Kelchzipfel am becherförmigen, behaarten Kelch sind nur 2 Millimeter lang. Der oberständige Fruchtknoten mit kurzem Griffel und zweilappiger, -teiliger Narbe ist dicht behaart. Die Blüten haben 6–8 sehr kurze Staubblätter mit rötlichen Antheren und behaarten Staubfäden. Es ist jeweils ein lappiger Diskus vorhanden.
Es werden einfache bis dreiteilige, braune und kahle, holzig-ledrige, leicht schorfige, etwa 3–7 Zentimeter große Früchte mit rundlichen Einzel- oder Teilfrüchten gebildet. Sie reißen zur Reife unregelmäßig auf. Die schwärzlichen, knochigen und rundlichen Samen sind glatt, sie sind von einem rötlichen und fleischigen Arillus teilweise umhüllt.

## Taxonomie
Alectryon macrococcus wurde 1890 von Ludwig Adolph Timotheus Radlkofer in Sitzungsberichte der mathematisch-physikalischen Classe der Königlichen Bayerischen Akademie der Wissenschaften zu München Band 20, Seite 255 erstbeschrieben.

## Verwendung
Die Früchte bzw. der Arillus und die Samenkerne sind essbar.